# Disney's BoardWalk Inn
Disney's BoardWalk Inn is een hotel in het Walt Disney World Resort in Lake Buena Vista, Florida, dat wordt beheerd door The Walt Disney Company. Het hotel maakt deel uit van het entertainmentcomplex Disney's BoardWalk Resort. De opening hiervan was op 1 juli 1969, dat samen met dit complex werd geopend. Disney's BoardWalk Inn is een "Deluxe" Resort, dit wil zeggen dat het tot de duurste prijsklasse behoort binnen Walt Disney World Resort.
Boardwalk is Engels voor knuppelpad, een soort pad van hout. De promenade die voor het hotel loopt is een houten promenade. Boardwalk verwijst hiernaar terug.

## Eten
- Big River Grille & Brewing Works
- Boardwalk Bakery
- ESPN Club
- Flying Fish Cafe
- Spoodles